# ملتهمة الحمض الكاتلية
ملتهمة الحمض الكاتلية (الاسم العلمي: Acidovorax cattleyae) هي نوع من البكتيريا، سلبية الغرام، تتبع جنس ملتهمة الحمض.